# Portret dziewczyny w oknie
Portret dziewczyny w oknie – dwa obrazy autorstwa holenderskiego malarza Rembrandta datowane na 1645 i 1651 rok.
Rembrandt przez całą swoją twórczość tworzył portrety na zamówienie i dla własnych studiów poznawczych. Jego modelami byli wszyscy: postacie z ulicy, dzieci, on sam. W 1645 roku podjął temat Dziewczyny w oknie. Swobodnie potraktowany temat stał się dziełem o psychologicznej głębi. Jak głosi legenda obraz był tak doskonały, że gdy Rembrandt wstawił go w okno ludzie myśleli, że ktoś przez nie wygląda. Stworzenie tak naturalnego obrazu miało być nawiązaniem do pewnego dzieła Zeuksisa. Starożytny, grecki malarz, namalował kiść winogron w tak doskonały sposób, że ptaki próbowały siadać na owocach.
Pierwotnie obraz miał kształt prostokąta, lecz został przycięty pod koniec XVII wieku. Modelką była prawdopodobnie późniejsza służąca i partnerka życiowa Rembrandta, Hendrickje Stoffels, która na obrazie musiała mieć nie więcej niż dziewiętnaście lat. Obraz, choć namalowany w pracowni, przedstawia dziewczynę opartą o półkę lub o podstawę kolumny. Szerokimi posunięciami pędzla, farbą nakładaną nożem malarskim, a nawet palcem, przedstawił drobną dziewczynę z rumieńcami na policzkach w białej koszuli na tle surowej szarej ściany. Wyraz twarzy, jej spojrzenie i niezauważalny ruch prawej ręki sięgającej pod koszulę stwarza wyjątkowo erotyczny nastrój. Usta dziewczyny, im dłużej się na nie patrzy, tym bardziej się uśmiechają. Obraz jest sygnowany w prawym dolnym rogu.
W 1651 roku Rembrandt ponownie namalował portret dziewczyny w oknie. Modelką wydaje się ta sama dziewczyna, lecz nieco starsza. Malarz eksperymentował, co było częste w jego dziełach o charakterze prywatnym. Zastosował tu szerokie, pojedyncze pociągnięcia pędzla, co stało się charakterystyczne dla jego późniejszej twórczości. Obie wersje obrazów Rembrandta znalazły naśladowców wśród innych malarzy. Pierwszym był już jego uczeń Nicolaes Maes, który w 1655 roku namalował własną wersję Dziewczyny w oknie. Obraz przez wiele lat był uznawany za dzieło Rembrandta.